# Jonathan Blow
Jonathan Blow é um programador e designer de jogos eletrônicos independente. Ele é mais conhecido por ser o criador do premiado jogo Braid, que venceu na categoria Game Design no Independent Games Festival em 2006. Seu jogo mais recente, The Witness, foi lançado em 2016 com aclamação de crítica.
Jonathan estudou ciência da computação na Universidade da Califórnia, Berkeley, e foi presidente da Computer Science Undergraduate Association durante um semestre. Ele deixou a universidade em 1993, um semestre antes de se formar.

## Braid
Segundo Jonathan a ideia de Braid surgiu em 2004, durante uma viagem a Tailândia. Ele começou a programar o jogo ainda naquele ano e levou três anos para concluí-lo. Posteriormente ele gastou quase 200 000 dólares para pagar os trabalhos do artista David Hellman na criação da arte gráfica do jogo.
Em agosto de 2008 o jogo foi finalmente lançado na Xbox Live Arcade e se tornou sucesso instantâneo, levando Jonathan a uma posição favorável na mídia de jogos. O game saiu no início de 2009 para PC, um pouco mais tarde para Mac e em setembro do mesmo ano foi lançado na PlayStation Network.

## The Witness
Anunciado em agosto de 2009, The Witness é o segundo trabalho de Jonathan como designer de jogos. Ele descreveu o game como "um jogo de exploração de quebra-cabeças em uma ilha deserta". O jogo foi lançado em janeiro de 2016.